# Lena (miasto)
Lena – miasto w Stanach Zjednoczonych, w stanie Wisconsin, w hrabstwie Oconto.